# Academia Chinesa de Ciências Sociais
A Academia Chinesa de Ciências Sociais (ACCS), com origens históricas na Academia Sinica durante a era da República da China, é a principal organização de pesquisa acadêmica na República Popular da China na área de filosofia e ciências sociais, tendo como objetivo avançar e inovar a pesquisa científica de filosofia, ciências sociais e política. Foi descrita pela revista Foreign Policy como o principal think tank da Ásia. É afiliada ao Conselho de Estado da China.

## História
A Academia foi criada em 7 de maio de 1977, sob orientação de Deng Xiaoping, tendo como base as 14 unidades de pesquisa do Departamento de Filosofia e Ciências Sociais da Academia Chinesa de Ciências, com o objetivo de promover o desenvolvimento da filosofia e das ciências sociais na China. O primeiro presidente foi Hu Qiaomu e o atual presidente é Xie Fuzhan.
A quantidade de estudiosos que participaram de intercâmbios acadêmicos passou de dezenas de pessoas divididas em 10 grupo em 1979, para mais de 4 100 pessoas divididas em 1398 grupos em 1995. Enquanto isso, a ACSS estabeleceu um relacionamento construtivo com mais de 200 organizações de pesquisa, comunidades acadêmicas, instituições de ensino superior, fundações e departamentos governamentais relacionados, cobrindo mais de 80 países e regiões.
O Escritório de Edição de Dicionário do Instituto de Linguística é responsável pela edição do Dicionário de Chinês Contemporâneo.

## Estrutura

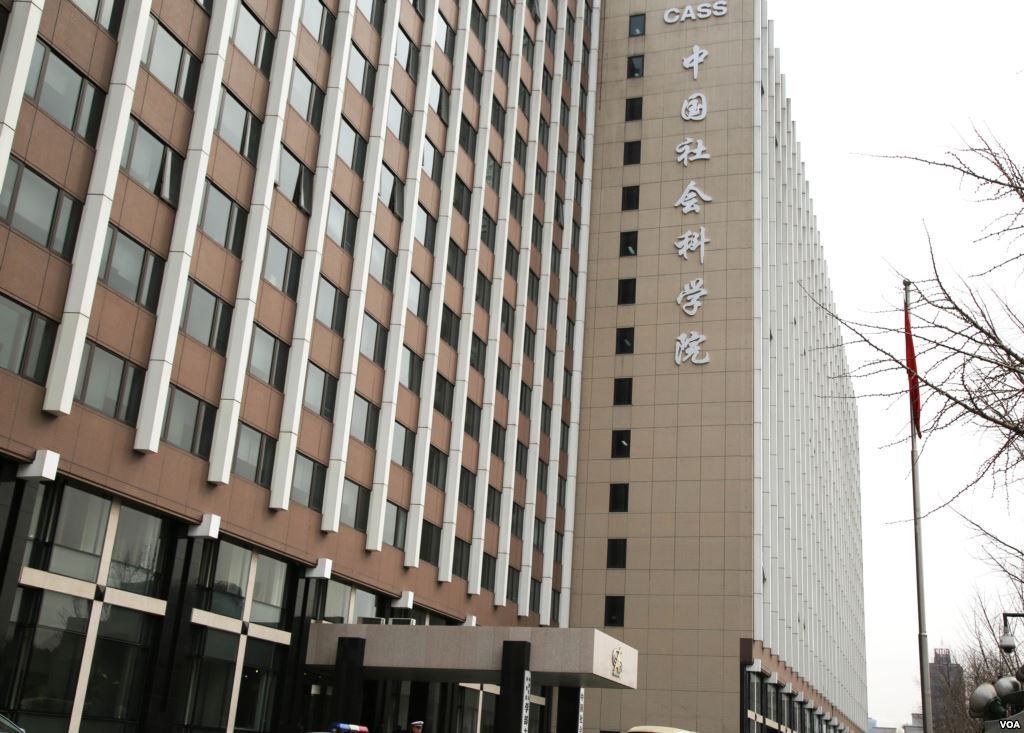
Aparência do edifício da ACCS

A Academia Chinesa de Ciências Sociais compreende cinco divisões acadêmicas:
- Filosofia, Literatura e História
- Economia
- Direito, Estudos Sociais e Estudos Políticos
- Estudos Internacionais
- Estudos marxistas

É composta por 35 institutos de pesquisa:
- Academia de Marxismo
- Instituto de Literatura
- Instituto de Literatura Étnica
- Instituto de Literatura Estrangeira
- Instituto de Linguística
- Instituto de Filosofia
- Instituto das Religiões Mundiais
- Instituto de Arqueologia
- Instituto de História
- Instituto de História Moderna
- Instituto da História Global
- Instituto de Ciência Política
- Instituto de Etnologia e Antropologia
- Instituto de Sociologia
- Instituto de Direito
- Instituto de Direito Internacional
- Instituto de Economia e Política Global
- Instituto de Economia
- Instituto de Economia Industrial
- Instituto de Desenvolvimento Rural
- Instituto de Finanças e Economia Comercial
- Instituto de Finanças e Bancos
- Instituto de Economia Quantitativa e Técnica
- Instituto de Economia Populacional e do Trabalho
- Instituto de Estudos Urbanos e Ambientais
- Instituto de Estudos de Comunicação e Jornalismo
- Centro de Pesquisa para a História e Geografia das Fronteiras Chinesas
- Instituto de Estudos de Taiwan
- Instituto de Estudos Russos, da Europa Oriental e da Ásia Central
- Instituto de Estudos Europeus
- Instituto de Estudos da Ásia Ocidental e Africana
- Instituto de Estudos Latino-Americanos
- Instituto de Estudos da Ásia-Pacífico
- Instituto de Estudos Americanos
- Instituto de Estudos Japoneses

A ACCS também possui mais de 90 centros de pesquisa, uma escola de pós-graduação (Escola de Pós-Graduação da Academia Chinesa de Ciências Sociais) e uma universidade - a Universidade da Academia Chinesa de Ciências Sociais, estabelecida em 2017. Também é responsável por 105 comunidades acadêmicas nacionais em toda a China.
A Academia atualmente possui mais de 3 200 acadêmicos residente. Os membros da ACCS e os membros honorários são títulos vitalícios e são os mais altos títulos acadêmicos da academia chinesa. Existem 47 membros e 95 membros honorários.

## Editora
A Editora de Ciências Sociais da China (chinês simplificado: 中国社会科学出版社, pinyin: Zhōngguó Shèhuì Kēxué Chūbǎnshè) foi fundada em junho de 1978, já tendo publicado mais de 8 000 livros desde a sua criação.

## Lista de presidentes
1. Hu Qiaomu (胡乔木): 1977-1982
2. Ma Hong (马洪): 1982-1985
3. Hu Qiaomu: 1985–1988
4. Hu Sheng (胡绳): 1988-1998
5. Li Tieying (李铁映): 1998-2003
6. Chen Kuiyuan (陈奎元): 2003–2013
7. Wang Weiguang (王伟光): abril de 2013 a março de 2018
8. Xie Fuzhan (谢伏瞻): março de 2018 - atualmente

Fonte: Rede de Ciências Sociais da China